# Jordi Savall

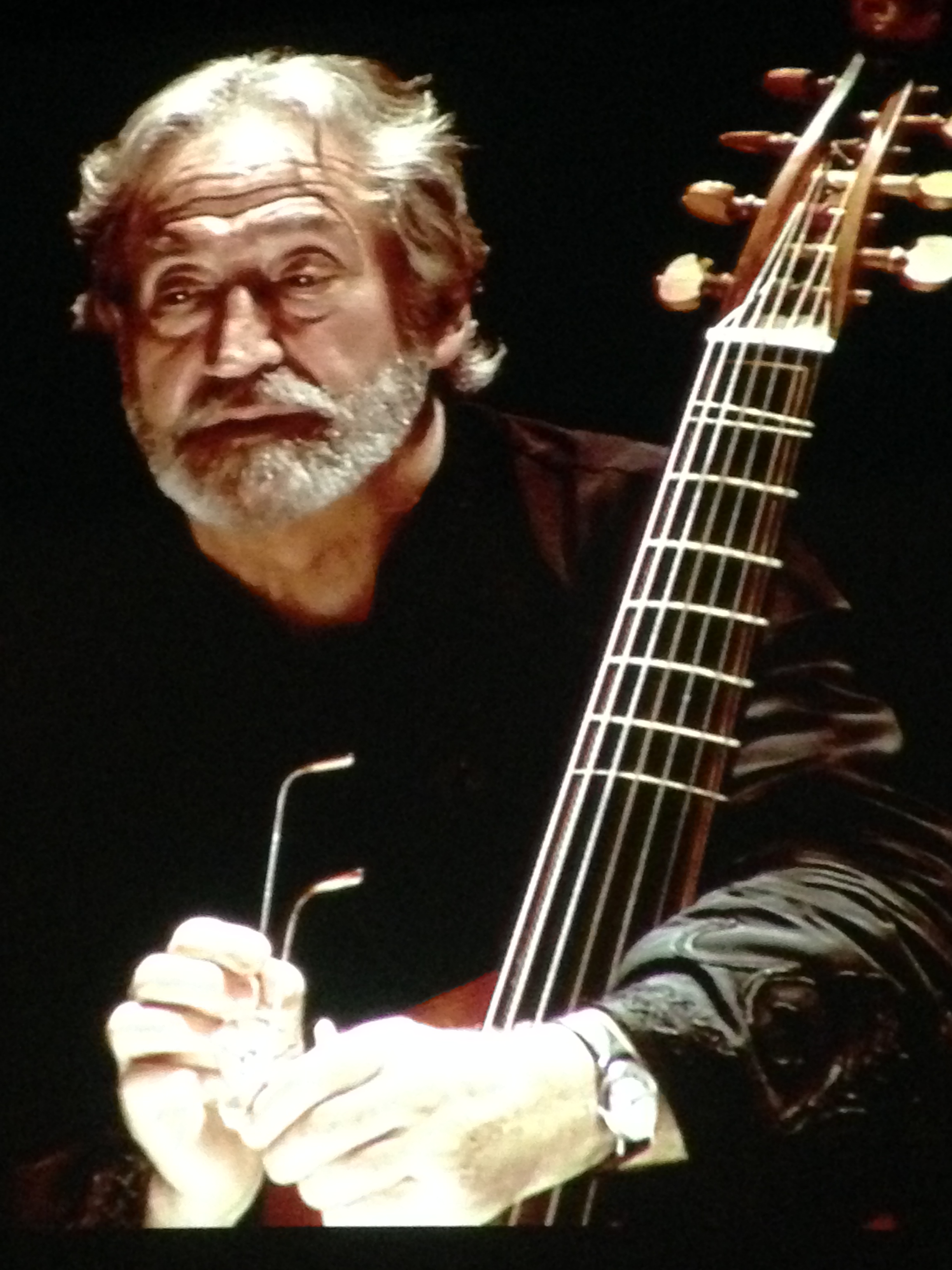
Savall mára több mint 100 felvétellel büszkélkedhet.

Jordi Savall i Bernadet  (Igualada, 1941. augusztus 1. –) César- és Grammy-díjas katalán karmester, zeneszerző, régizene-szakértő és gambajátékos. A nyugati régizenével foglalkozók közül az1970-es évektől kezdve kiemelkedő a tevékenysége. Nagyban hozzájárult a gamba hangszercsaládba tartozó hangszereken (ezen belül is főként a viola da gambán) való játék újjáélesztéséhez. Repertoárjában nagy hangsúlyt kap a középkori, a reneszánsz és a barokk zene, de foglalkozik a klasszikus és a romantikus kor zenéjével is.

## Zenei tanulmányok
A zenével már hatéves korától kezdve szoros kapcsolatban állt, 1947 és 1955 között szülővárosában tagja volt az iskolai kórusnak. Később a Barcelonai Zenei Konzervatórium diákja volt, ahol 1965-ben végzett a régizene szakirányon. Ekkoriban zenélt az Enric Gispert vezette Ars Musicae de Barcelona nevű, középkori zenét játszó katalán zenei együttesben. A baseli Schola Cantorum Basiliensis zenei intézetben August Wenzinger tanítványa volt, majd ugyanitt maga is tanított viola da gamba játékot.

## Zenei együttesei
1974-ben alapította a Hespèrion XX együttest, mely 2000 óta Hespèrion XXI néven működik tovább. Társalapítók voltak Montserrat Figueras (később, 2011-ben elhunyt felesége), Lorenzo Alpert és Hopkinson Smith. A zenekar tevékenysége során nem csak a korhű zenélésre, de a befogadható, megnyerő előadásmódra is hangsúlyt fektettek.
1987-ben visszatért Barcelonába és megalapította a főleg 18. századi és korábbi zenét előadó La Capella Reial de Catalunya énekegyüttest.
1989-ben létrehozta a barokkzenei Le Concert des Nations zenekart.
Savall az elmúlt években több ízben is családtagjaival lépett fel. Családi zenekarában egykori felesége mellett gyermekei, Arianna és Ferran is zenéltek. Arianna Savall énekes és hárfajátékos, mint édesanyja. Ferran Savall énekes és lantzenész, aki gyakori fellépője barcelonai dzsesszkluboknak.
Kétszer is koncertezett már Magyarországon. 2009-ben feleségével együtt a Hespèrion XXI együttesével és 2013-ban az általa alapított La Capella Reial de Catalunya énekegyüttessel. Mindkét alkalommal a Müpában lépett fel.

## Díjak és elismerések
- 2000 - „Premi d'Honor Lluís Carulla” díj
- 2006 - A Barcelonai Egyetem díszdoktori címe
- 2008 - Az Európai Unióban tartott „Kultúraközi Párbeszéd Éve” megbízott kulturális nagykövete
- 2008 - Savall és felesége az UNESCO-tól megkapta a „Művészek a békéért” címet[18]
- 2009 - „Händel Zenei Díj” a német Halle városától
- 2009 - „Nemzeti Zenei Díj a Zene és művészetek katalán nemzeti tanácsától
- 2010 - Alsó-Szászország „Praetorius Musikpreis” díja
- 2010 - MIDEM „Classical Award” a „Jerusalem – la ville des deux Paix: La paix céleste et la paix terrestre” c. albumáért[19]
- 2011 - Grammy-díj a legjobb kiszenekari előadásért (Dinastia Borja. Església i poder al Renaixement)
- 2012 - „Léonie Sonning” zenei díj
- 2013  - A francia Becsületrend
- 2013 - A Baseli Egyetem díszdoktori címe
- 2014 - A Katalán kormány aranyérme

## Fordítás
- Ez a szócikk részben vagy egészben  a   Jordi Savall című angol Wikipédia-szócikk ezen változatának fordításán alapul.  Az eredeti cikk szerkesztőit annak laptörténete sorolja fel. Ez a jelzés csupán a megfogalmazás eredetét és a szerzői jogokat jelzi, nem szolgál a cikkben szereplő információk forrásmegjelöléseként.